# Falsagnia obenbergeri
Falsagnia obenbergeri là một loài bọ cánh cứng trong họ Cerambycidae.